# Разветье
Разве́тье  — село в Железногорском районе Курской области. Административный центр Разветьевского сельсовета.
Население —  439 человек (2010 год).

## География
Расположено в 1 км к юго-западу от Железногорска на западном берегу городского водохранилища на реке Погарщине. Высота над уровнем моря — 186 м. Через село протекает ручей Песчаный — приток реки Погарщина. К юго-востоку от Разветья находится лесное урочище Щека. По описаниям дореволюционных источников местность около села была болотистая, нездоровая.

## Этимология
По одной версии, получило название из-за разветвления улиц, которые лучами расходятся из центра села. В старину называлось Развитое.
По другой версии, получило название от лесного урочища Развети, располагавшегося при впадении ручья Песчаного в Погарщину.

## История
Самое раннее упоминание о Разветье содержится в деле «О сыске по обвинению попа села Долбенкина Комарицкой волости Кондратия и дьячка села Разветья Гаврилы Иванова в произнесении непристойных слов про царя», которое датируется 1628—1630 годами. То есть уже к этому времени Разветье было селом с церковью. В XVII—XVIII веках Разветье входило в состав Радогожского стана Комарицкой волости Севского уезда. 23 декабря 1645 года крымские татары безуспешно пытались взять приступом острожек в Разветье. 
По переписи 1705 года в Разветье было 34 двора, проживало 170 человек (в т.ч. 51 недоросль, 18 человек на службе). По переписи 1707 года здесь было 32 жилых двора (2 двора пустых), проживало 178 человек (в т.ч. 66 недорослей). Эти переписи учитывали только мужское население и домохозяек-вдов или незамужних, таким образом в Разветье в начале XVIII века проживало около 350 человек. 
На протяжении XVIII века село принадлежало дворянам Кантемирам, Трубецким, Безбородко, Волконским. Так, в 1763 году за Кантемирами числилось 246 душ мужского пола, за Трубецкими — 46. В 1797 году за Безбородко числилось 292 души мужского пола, за Волконскими — 57. В 1799 году Покровский храм села был перестроен (до наших дней не сохранился). 
В ходе крестьянской реформы 1861 года была создана Разветьевская волость с административным центром в Разветье. В 1866 году в бывшем владельческом селе Разветье было 75 дворов, проживало 886 человек (452 мужчины и 434 женщины), действовали 17 маслобоен. В районе Разветья много полей засевали коноплёй, которая потом закупалась купцами из Дмитриева и Михайловки, а масло из зерна били в самих селениях, чтобы затем продать или пользоваться самим. Также местные крестьяне активно занимались животноводством, чему способствовали пойменные луга. По данным 1877 года в Разветье было уже 138 дворов, проживало 979 жителей, была открыта земская школа. К этому времени Разветьевская волость была упразднена и село входило в состав Веретенинской волости Дмитровского уезда Орловской губернии. В 1910 году сельское общество Разветья в уездном земстве представлял гласный Яков Петрович Долгов. В годы Столыпинской аграрной реформы и после Октябрьской революции часть жителей Разветья выселилась на отруба и образовала посёлки Большой Дуб, Звезда, Золотой, Новониколаевский, Уголёк и другие.
В 1926 году в Разветье был 221 двор (в т.ч. 220 крестьянского типа), проживало 1100 человек (513 мужского пола и 587 женского), действовали школа 1-й ступени, изба-читальня. В то время село было административным центром Разветьевского сельсовета Долбенкинской волости Дмитровского уезда. С 1928 года в составе Михайловского (с 1965 года Железногорского) района Курской области. 
В 1929—1930 годах в Разветье были созданы колхозы «13-я годовщина Октября» и «Коммунар», которые к началу 1950-х годов были объединены в одну артель — «Коммунар». В сентябре 1936 года в Разветье открылось почтовое отделение. В 1937 году в селе было 200 дворов. В 1930-е годы в Разветье начала действовать машинно-тракторная станция — одна из трёх в Михайловском районе.
Во время Великой Отечественной войны, с октября 1941 года, село находилось в зоне немецко-фашистской оккупации. В июне 1942 года отряд полицаев поджёг 15 домов села и ограбил семьи партизан. Освобождено 25 февраля 1943 года 354-й стрелковой дивизией под командованием полковника Д. Ф. Алексеева.
В 1957 году рядом с Разветьем началось строительство посёлка Октябрьский — будущего города Железногорск, и освоение Михайловского железорудного месторождения. В связи с этим в июне 1959 года разветьевский колхоз «Коммунар» был реорганизован в Разветьевское отделение совхоза Михайловского железорудного комбината.

## Покровский храм
Деревянный храм, освящённый в честь Покрова Пресвятой Богородицы упоминается в Разветье с 1620-х годов. В 1707 году в храме служили священники Степан Терентьев и Козьма Матвеев и дьячки Ефим Юрьев и Устин Зиновьев. В приход Покровского храма входило село Разветье и деревни Студенок и Черняково (с 1877 года). Последнее дореволюционное здание церкви было построено в 1799 году на высоком левом берегу ручья Песчаного. Храм был деревянный и холодный. Издревле в церкви хранилась священная реликвия — икона Казанской Божией Матери.
В 1865 году причетник Покровского храма Харлампий Гедеонов за ревностное обучение крестьянских детей грамоте был рукоположен в сан диакона.
Священниками храма в разное время были: Иоанн Никольский (?—1879), Пётр Птицын (1879—1888), Василий Алексеевич Сергеев (1899—1909), Александр Некрасов (1909—1911), Николай Лисицын (1911—1912), Николай Орлов (1912), Иоанн Семов (1912 — после 1918), Надеждин, Тихон Томилин (?—1929) и другие. Диаконами служили: Павел Никинский (1899—1904), Тихон Томилин (1904—?) и другие. Церковными старостами избирались: Флор Ершов (1911) и другие.
Покровский храм был закрыт в 1928 году. Формальными причинами закрытия послужили ветхость здания и отсутствие священника. После Великой Отечественной войны с церкви сняли купола, колокольню разобрали, а остатки церковного здания приспособили под школу.
В 2003 году был воссоздан приход храма. В настоящее время настоятелем церкви является протоиерей Михаил Михайлович Дендак.

## Население
| 1853 | 1866 | 1877 | 1897  | 1926  | 1979  | 2002 |
| ---- | ---- | ---- | ----- | ----- | ----- | ---- |
| 955  | ↘886 | ↗979 | ↗1484 | ↘1100 | ↗1150 | ↘437 |
| 2010 |      |      |       |       |       |      |
| ↗439 |      |      |       |       |       |      |

## Улицы
В Разветье 23 улицы и 1 садоводческое некоммерческое товарищество:
| - Берёзовая - Блинова - Боровых - Верхняя Новая - Каштановая - Курлянинова - Лесная - Ломакина | - Лосева - Луговая - Молодёжная - Нижняя Новая - Новая Садовая - Прибалочная - Прудная - Рабочая | - Садовая - Советская - Сонина - Строителей - Уголёк (СНТ) - Цветочная - Центральная - Школьная |

## Персоналии
- Гулимов, Николай Иванович (1924—1944) — участник Великой Отечественной войны, Герой Советского Союза.
- Холенков, Алексей Семенович (1924—2007) — участник Великой Отечественной войны, партизан.